# Invincible (album của Five)
Invincible là album studio thứ hai của nhóm nhạc Pop Hiphop Rap đến từ Anh - Five. Được phát hành tại Anh UK vào ngày 8/11/1999, album đạt được vị trí thứ 4 tại bảng xếp hạng các album tại UK (UK Albums Chart,). Album này sau đó được phát hành muộn hơn tại Mĩ vào ngày 16/5/2000, đạt vị trí 108 tại bảng xếp hạng Billboard 200.
4 single được phát hành từ album này gồm những single từng gây chấn động bảng xếp hạng single tại UK (UK Singles Chart): "Keep on Movin'" and "We Will Rock You", "If Ya Gettin' Down". Được quản lý sản xuất bởi Simon Cowell và Richard "Biff" Stannard, bản phát hành đặc biệt của album được tung ra vào năm 2000 bao gồm cả những bản thu âm nổi bật từ chuyến lưu diễn Invincible Tour tại Manchester Evening News Arena, Manchester vào ngày 26/3/2000.

## Danh sách các track
| STT | Nhan đề                            | Sáng tác                                                   | Thời lượng |
| --- | ---------------------------------- | ---------------------------------------------------------- | ---------- |
| 1.  | "If Ya Gettin' Down"               | Stannard, Gallagher, Brown, Conlon, Love                   | 3:00       |
| 2.  | "Keep On Movin'"                   | Stannard, Gallagher, Brown, Conlon, Breen                  | 3:17       |
| 3.  | "Don't Wanna Let You Go"           | Stannard, Gallagher, Brown, Conlon, Love                   | 3:23       |
| 4.  | "We Will Rock You"                 | May                                                        | 2:56       |
| 5.  | "Two Sides to Every Story"         | Eriksen, Rustan, Hermansen, Neville, Robinson              | 3:27       |
| 6.  | "You Make Me a Better Man"         | Eriksen, Rustan, Hermansen, Neville, Robinson              | 4:18       |
| 7.  | "Invincible"                       | Stannard, Gallagher, Brown, Conlon, Love                   | 4:11       |
| 8.  | "It's Alright"                     | Stannard, Gallagher, Brown, Robinson, Neville              | 4:17       |
| 9.  | "Serious"                          | Brown, Love, Carlsson, Schulz, Magnusson                   | 3:23       |
| 10. | "How Do Ya Feel"                   | Stannard, Gallagher, Five                                  | 3:30       |
| 11. | "Everyday"                         | Stannard, Gallagher, Brown, Conlon, Love                   | 4:19       |
| 12. | "Mr. Z"                            | Stannard, Gallagher, Norris, Breen, Brown, Conlon          | 2:50       |
| 13. | "Sunshine"                         | Stannard, Gallagher, Love, Brown, Conlon                   | 3:24       |
| 14. | "Battlestar"                       | Stannard, Gallagher, Norris, Love, Brown, Phillips, Larson | 4:07       |
| 15. | "Inspector Gadget"                 | Stannard, Gallagher, Norris, Love, Brown, Lewinson         | 2:50       |
| 16. | "Don't Wanna Let You Go (US Edit)" | Stannard, Gallagher, Brown, Conlon, Love                   | 2:57       |

| Special Edition Bonus Tracks | Special Edition Bonus Tracks           | Special Edition Bonus Tracks             | Special Edition Bonus Tracks |
| STT                          | Nhan đề                                | Sáng tác                                 | Thời lượng                   |
| ---------------------------- | -------------------------------------- | ---------------------------------------- | ---------------------------- |
| 15.                          | "Don't Fight It Baby"                  | Mac, Hector, Tennant                     | 3:04                         |
| 16.                          | "Keep on Movin' (The Five-A-Side Mix)" | Stannard, Gallagher, Brown, Conlon, Love | 3:32                         |

| Bản phát hành đặc biệt kèm theo bonus track: Lưu diễn tại MEN, tháng 6 năm 2000 | Bản phát hành đặc biệt kèm theo bonus track: Lưu diễn tại MEN, tháng 6 năm 2000 | Bản phát hành đặc biệt kèm theo bonus track: Lưu diễn tại MEN, tháng 6 năm 2000 | Bản phát hành đặc biệt kèm theo bonus track: Lưu diễn tại MEN, tháng 6 năm 2000 |
| STT                                                                             | Nhan đề                                                                         | Sáng tác                                                                        | Thời lượng                                                                      |
| ------------------------------------------------------------------------------- | ------------------------------------------------------------------------------- | ------------------------------------------------------------------------------- | ------------------------------------------------------------------------------- |
| 1.                                                                              | "If Ya Gettin' Down"                                                            | Stannard, Gallagher, Brown, Conlon, Love                                        | 3:05                                                                            |
| 2.                                                                              | "Keep on Movin'"                                                                | Stannard, Gallagher, Brown, Conlon, Love                                        | 3:40                                                                            |
| 3.                                                                              | "Don't Wanna Let You Go"                                                        | Stannard, Gallagher, Brown, Conlon, Love                                        | 2:49                                                                            |
| 4.                                                                              | "Everybody Get Up"                                                              | Merrill, Hooker, Crichlow, Five                                                 | 3:22                                                                            |
| 5.                                                                              | "Got The Feelin'"                                                               | Stannard, Gallagher, Five                                                       | 3:31                                                                            |

## Singles
- If Ya Gettin' Down 19/7/1999
- Keep On Movin' 24/10/1999
- Don't Wanna Let You Go 6/3/2000
- We Will Rock You 17/7/2000

## Personnel
| Five - Jaason "J" Brown – vocals; Rhodes piano on track 13 - Sean Conlon – vocals; piano on track 7 - Richard "Abs" Breen – vocals; drums và programming on track 2 - Ritchie Neville – vocals - Scott Robinson – vocals Additional musicians - Mista Dexter – turntables on tracks 1, 2, 4, 8, 10, 11, 12 and 14 - Filo – backing vocals on tracks 1, 2, 4, 7, 10, 11 and 13 - John Themis – guitar on tracks 2, 7, 8 and 13 - Steve Lewinson – bass on tracks 2, 7, 8 and 55 - Steve McCutcheon – keyboards on track 2 - Sharon Murphy – backing vocals on track 2 - Brian May – guitar on track 4 - Andy Caine – backing vocals on track 4 - Mikkel Storleer Eriksen – additional vocals on track 5 - Mats Berntoft – guitar on track 9 - Sead – turntables on track 9 - Anders Von Hofsten – backing vocals on track 9 - Andreas Carlsson – backing vocals on track 9 - Snake Davis – flute on track 11 - Maren Hernandez – additional vocals on track 15 - Wayne Hector – backing vocals on track 15 - Alistair Tennant – backing vocals on track 15 - Jonathan Pearce – commentary on track 16 | Production and additional personnel - Simon Cowell – executive production - Richard "Biff" Stannard – executive production; production on all tracks except 5, 6 and 9; mixing on track 10 - Julian Gallagher – production on all tracks except 5, 6 and 9; mixing on track 10 - Richard Norris – production on tracks 4, 12 and 14 - Stargate – production on tracks 5 and 6; remix and additional production on track 3 - Steve Mac – production, mixing and arrangements on track 15; additional production and additional mixing on tracks 2 and 16 - Jake – production, recording, keyboards and programming on track 9 - Per Magnusson – production, recording, keyboards and programming on track 9 - Adrian Bushby – recording and mixing on all tracks except 5, 6, 9 and 10; mix engineering on track 10 - Jake Davies – Pro Tools engineering on tracks 2, 3, 4, 7, 8, 12, 13, 14 and 55; mixing on tracks 2 and 16; additional arrangements on track 12 - Matt Howe – mix engineering on tracks 2, 15 and 16 - Chris Laws – engineering and programming on track 15; additional programming on track 16 - Daniel Pursey – engineering assistance on track 2; mix engineering assistance on tracks 15 and 16 - Justin Shirley-Smith – recording on track 4 - Matt Sime – vocal recording on track 10 - Alvin Sweeney – recording assistance on tracks 2, 3, 7, 8, 14 and 55; mixing assistance on track 16 - Conal Markey – recording on track 10; recording assistance on tracks 1, 2 and 11; mixing assistance on track 16 - Dave Morgan – recording assistance on tracks 7, 12 and 14 - Pat McGovern – recording assistance on tracks 1 and 11 - Steve McKeown – string arrangements on track 7 - Paul West – art direction, graphic design - Paula Benson – art direction, graphic design - Valerie Phillips – photography |

## Thứ hạng
| Năm  | Bảng xếp hạng            | Vị trí. |
| ---- | ------------------------ | ------- |
| 1999 | Australian Albums Chart  | 5       |
| 1999 | Dutch Albums Chart       | 2       |
| 1999 | Swedish Albums Chart     | 12      |
| 1999 | Swiss Albums Chart       | 33      |
| 1999 | UK Albums Chart          | 4       |
| 2000 | Finnish Albums Chart     | 18      |
| 2000 | Irish Albums Chart       | 7       |
| 2000 | Italian Albums Chart     | 11      |
| 2000 | New Zealand Albums Chart | 16      |
| 2000 | Norwegian Albums Chart   | 28      |
| 2000 | US Billboard 200         | 108     |